# متعب الجلال
متعب ناصر السهلي (1974-)؛ سياسي كويتي، وزير الأوقاف ووزير البلدية ونائب في مجلس الأمة الكويتي.

## السيرة البرلمانية
حصل متعب ناصر محمد الجلال سعود السهلي على بكالوريوس علوم شرطة من أكاديمية سعد العبد الله للعلوم الأمنية ، وبعد التخرج عمل ضابط في وزارة الداخلية الكويتية الي أن تقاعد برتبة لواء متقاعد ، وشارك لاول مرة في إنتخابات انتخابات مجلس الأمة الكويتي 2024 وحصل على 11055 صوتًا مُحققًا المركز الثالث وفاز بالانتخابات.